# Rat Island (Western Australia)
Rat Island ist eine unbewohnte Insel im nördlichen Teil des King Sounds, einem australischen Küstengewässer des Indischen Ozeans. Sie gehört zur Region Kimberley im australischen Bundesstaat Western Australia Sie ist 34,3 Kilometer vom australischen Festland entfernt.
Die Insel ist 600 Meter Lang und 160 m breit.  Weitere Inseln in der Nähe sind: Tallon Island, Leonie Island und Poolngin Island.